# 劍羚
劍羚屬（Oryx）包含四種劍羚。其中三種原生於非洲的乾燥區，第四種原生於阿拉伯半島。

## 字源
属名「Oryx」來自希臘語「Ὂρυξ」，指一種羚羊，字義上為鎬。

## 種
- 阿拉伯劍羚
- 彎角劍羚
- 東非劍羚
- 南非劍羚